# Herren der Lüfte
Herren der Lüfte ist ein US-amerikanisches Stummfilmdrama aus dem Jahr 1925 von Irvin Willat mit Warner Baxter und Billie Dove in den Hauptrollen. Der Film wurde von Famous Players-Lasky produziert.

## Handlung
Russ Kane lässt sich als Pilot im Luftpostdienst einstellen mit dem Ziel, die Post auszurauben. Während seiner Ausbildungszeit ändert er seine Einstellung und widmet sich dem Versenden der Post. Russ muss in der Nähe einer Geisterstadt notlanden, wo er Alice Rendon und ihren kranken Vater trifft, der dringend Medikamente benötigt. Russ repariert sein Flugzeug und verspricht, am nächsten Tag mit der Medizin für den Vater zurückzukehren. Russ hält sein Versprechen und kehrt zurück. Mit an Bord sind sein Freund Sandy und eine wertvolle Postfracht. 
Das Flugzeug wird von zwei Flugzeugen einer Bande angegriffen, die Drogen und illegale Einwanderer über die mexikanische Grenze schmuggelt. Sandy macht mit dem Postsack einen Fallschirmsprung und Russ manövriert sein Flugzeug so, dass die verfolgenden Flugzeuge abstürzen. Er landet sein Flugzeug und stellt fest, dass die Rendons von drei entkommenen Sträflingen gefangen genommen wurden. Russ schafft es, die Männer vor Gericht zu bringen und gewinnt die Dankbarkeit und Liebe von Alice. Sandy wird ebenfalls ein Pilot.

## Hintergrund
Im Januar 1925 wurde berichtet, dass zehn Tage lang rund um die Hangars in Reno gefilmt wurde. Von dort aus zog die Produktion für weitere zwei bis drei Wochen in die Geisterstadt Rhyolite. 
Die Schauspielerin Billie Dove beschrieb die Dreharbeiten zu dem Film im Juni 1925 in einer Kolumne. Rhyolite war eine ehemalige Goldgräberstadt mit nur noch einem Einwohner, „Rhyolite Slim“, der für das Studio arbeitete. Die Produktion hatte drei Flugzeuge, von denen eines bei einer Bruchlandung beschädigt wurde. Die meisten Darsteller und Crewmitglieder lebten in einem verlassenen Schulhaus, das auch als Kantine diente. Andere lebten in einer Kirche. Billie Dove wohnte im bemerkenswertesten Gebäude der Stadt, das von einem Mann aus Flaschen und Zement gebaut wurde, der die Flaschen von einem Haufen vor den vielen Saloons der Stadt sammelte. Wasser wurde aus der ca. sieben Kilometer entfernten Kleinstadt Beatty herangeschafft. Stürme kamen häufig vor und ein Feuer brannte das Schulhaus fast nieder.
Die Library of Congress besitzt eine unvollständige Kopie der ersten vier von sieben Filmrollen.

## Veröffentlichung
Die Premiere des Films fand am 16. März 1925 statt. Im Deutschen Reich kam er im Juli 1926 in die Kinos. Im Österreich wurde er auch unter dem Titel Luftpiraten gezeigt.

## Kritiken
Mordaunt Hall von der The New York Times bemängelte, dass die Geschichte nur mäßig interessant und oft recht langwierig sei. Der Film sei aufgrund der modernen Note einer gewöhnlichen Westerngeschichte interessant, aber die Idee verdiene es, durchdachter und aufrichtiger zu sein. Sie hätte mit der gleichen Ehrerbietung und Ernsthaftigkeit behandelt werden sollen, mit der Rudyard Kipling in seinem Buch „The Night Mall“ über ein ähnliches Thema schrieb. Baxter und Miss Dove liefern lobenswerte Leistungen ab.